# Tadeusz Jastrzębowski
Tadeusz Józef Jastrzębowski (ur. 10 stycznia 1920 w Ciechanowie, syn Aleksego i Franciszki z domu Szulecka, zm. 14 kwietnia 2001 w Warszawie) – polski aktor teatralny, filmowy i telewizyjny.

## Życiorys
W 1938 ukończył Instytut Reduty. 1 marca tego roku zadebiutował na deskach Teatru Polskiego w Warszawie, z którym związał niemal całe aktorskie życie. W listopadzie 1944 z Teatrem Wojska Polskiego odbył wędrówkę z Lublina do Łodzi, aby w 1945 powrócić do warszawskiego Teatru Polskiego. W latach 1949–1951 zorganizował i prowadził Teatr Objazdowy PPIE.
Występował również w Teatrze Telewizji, m.in. w spektaklach: Skowronek Jeana Anouilh w reż. Czesława Szpakowicza (1956), Dzikie palmy Williama Faulknera w reż. Ludwika René (1966), Horsztyński Juliusza Słowackiego w reż. Jerzego Kreczmara (1966), Wróg ludu Henrika Ibsena w reż. Jana Świderskiego (1972), Kaukaskie kredowe koło Bertolta Brechta w reż. Macieja Zenona Bordowicza (1972), Ruy Blas Victora Hugo w reż. Ludwika René (1973), Zapalniczka Jerzego Przeździeckiego w reż. Konstantego Ciciszwilego (1975) oraz w Dzikiej kaczce Henrika Ibsena (1976) i Klątwie Stanisława Wyspiańskiego w reż. Jana Świderskiego (1979), a także w przedstawieniu Pijacy Franciszka Bohomolca w reż. Romana Kłosowskiego jako Wiernicki (1983).
Był aktywnym działaczem Związku Artystów Scen Polskich; członek od 1938, sekretarz Zarządu Głównego (1948–1950), wiceprezes (1983–1985), prezes Zarządu Głównego (1985–1988), a od 1996 przewodniczący Kapituły Członków Zasłużonych ZASP-u. Od 1964 członek PZPR.
Ojciec aktorki Ewy Jastrzębowskiej.
Zmarł 14 kwietnia 2001 w Warszawie i został pochowany na Cmentarzu Wojskowym na Powązkach (kwatera A19-5-19).

## Filmografia
- Przygoda noworoczna (1963) – mąż czekający na nagą żonę
- Smarkula (1963)
- Panienka z okienka (1964) – Freimuth, burmistrz Gdańska
- Bicz Boży (1966) – aktywista
- Ktokolwiek wie... (1966) – sędzia
- Pierścień księżnej Anny (1970)
- Bolesław Śmiały (1971)
- Jak daleko stąd, jak blisko (1971) – pijący wódkę z Szymonem
- Gniazdo (1974)
- Kazimierz Wielki (1975)
- Skazany (1976) – rzeczoznawca
- Daleko od szosy (serial telewizyjny) (1976) – dyrektor Technikum Samochodowego (odc. 5. Pod prąd i odc. 7. We dwoje)
- Polskie drogi (serial telewizyjny) (1976) – Grolnitz, oficer niemiecki handlujący z Leonem Kurasiem (odc. 6. Rocznica)
- Smuga cienia (1976)
- Zaklęty dwór (serial telewizyjny) (1976) (odc. 3. W siedzibie upiora i odc. 6. Va banque)
- Noce i dnie (serial telewizyjny) (1977) (odc. 12. A potem nastąpi noc)
- Romans Teresy Hennert (1978) – inżynier Sasin, urzędnik w Ministerstwie Reform Rolnych
- Układ krążenia (serial telewizyjny) (1978) – pacjent Kalinowski (odc. 3. Proszę czekać)
- Życie na gorąco (serial telewizyjny) (1978) – oficer polskiego wywiadu, przyjaciel Majewskiego (odc. 7. Wiedeń)
- Dom (serial telewizyjny) (1980) – psychiatra w szpitalu w Tworkach (odc. 3. Warkocze naszych dziewcząt będą białe)
- 07 zgłoś się (serial telewizyjny) (1981) – pilot (odc. 10. Grobowiec rodziny von Rausch)
- Debiutantka (1981) – technik w biurze projektowym Jerzego
- Najdłuższa wojna nowoczesnej Europy (serial telewizyjny) (1981) – przewodniczący sądu sądzącego Marcinkowskiego
- Alternatywy 4 (serial telewizyjny) (1983) – mężczyzna u Furmana w sprawie zamiany mieszkania (odc. 8. Wesele)
- Dom świętego Kazimierza (1983) – kapitan Gradowski
- Ceremonia pogrzebowa (1984) – uczestnik pogrzebu profesora Tarnowskiego
- Vera – der schwere weg der Erkenntnis (serial telewizyjny prod. NRD) (1987) – duński dowódca NATO
- Generał Berling (1988)

Polski dubbing
- Porwanie Savoi (Pochiszczenije Savoi) (1979) – Welt

## Odznaczenia i nagrody
- Krzyż Komandorski Orderu Odrodzenia Polski (1988)
- Krzyż Oficerski Orderu Odrodzenia Polski (1984)
- Krzyż Kawalerski Orderu Odrodzenia Polski (1976)
- Złoty Krzyż Zasługi (1970)
- Krzyż Partyzancki (1987)
- Krzyż Armii Krajowej (1995)
- Medal 10-lecia Polski Ludowej (1955)
- Medal 40-lecia Polski Ludowej (1985)
- Brązowy Medal „Za zasługi dla obronności kraju” (1985)
- Odznaka „Weteran Walk o Wolność i Niepodległość Ojczyzny” (1995)
- Odznaka „Zasłużony Działacz Kultury” (1956)
- Złota odznaka honorowa „Za Zasługi dla Warszawy” (1984)
- Odznaka „Zasłużony dla Teatru Polskiego w Warszawie” (1976)
- Nagroda Miasta Stołecznego Warszawy (1970)